# Hincksina longiavicularia
Hincksina longiavicularia är en mossdjursart som beskrevs av Gontar 1982. Hincksina longiavicularia ingår i släktet Hincksina och familjen Flustridae. Inga underarter finns listade i Catalogue of Life.